# Vi styrer fordi!
|  | Denne artikel er oprettet af botten PalnaBot ud fra en ekstern database. Den kan derfor have sproglige fejl eller mangler. Denne skabelon kan fjernes efter kontrol af indholdet. |

Vi styrer fordi! er en børnefilm fra 2002 instrueret af Mikkel Stolt.

## Handling
En-to-tre, rum 9, De styrer fordi, Her bor vi! lyder der fra et af værelserne på vandrehjemmet. En flok drenge fra Hørsholm Basketball Klub er som de eneste ikke-portugisere med til en basket-turnering på Açorerne. I øjenhøjde med drengene giver denne film et uhøjtideligt billede af det at være 11 år og sammen med sine holdkammerater og to kvindelige trænere. Hvem bestemmer, hvem der skal sove på værelse sammen? Overlever kakerlakken mødet med drengene? Kan Høgh tåle at blive kaldt 'Klamuella'? Hvad er Guinness-rekorden for hvor mange, der kan være i et træ? Og godt nok er de danske drenge større end portugiserne, men er de også bedre til at spille basket, så de kan få guldmedaljer eller en pokal med hjem?